# Ifuru Island Airport
Ifuru Island Airport är en flygplats i Maldiverna. Den ligger i den norra delen av landet. Ifuru Island Airport ligger 11 meter över havet.
Terrängen runt Ifuru Island Airport är mycket platt.  Närmaste större samhälle är Ugoofaaru, 4,5 km söder om Ifuru Island Airport. 